# Çandarlı İbrahim Pascià II
Çandarlı İbrahim Pascià, a volte chiamato "il giovane", per distinguerlo dal nonno omonimo (1429 – 1499) è stato un politico ottomano.
Era un rampollo della famiglia Çandarlı, che fornì una serie di gran visir durante i primi secoli dell'Impero Ottomano. Suo padre, Çandarlı Halil Pascià "il giovane", aveva servito anche come Gran Visir dal 1443 fino alla sua esecuzione nel 1453. Ibrahim fu nominato qadi (giudice) di Adrianopoli e sopravvisse alla disgrazia di suo padre, e fu nominato Kazasker (giudice dell'esercito), un incarico molto prestigioso, nel 1465, prima di assumere l'incarico di tutore (lala) del futuro sultano Bayezid II. Fu nominato Gran Visir nel 1498, e prestò servizio fino alla sua morte nel 1499, quando morì nel campo militare durante la battaglia di Zonchio.
Fu sepolto a İznik.